# Николас Латифи
Николас Данијел Латифи (рођен 29. јуна 1995) је канадски возач трка који се тренутно надмеће у Формули 1 за Вилијамс под канадском заставом. Његов деби у Формули 1 је био 2020. на Великој награди Аустрије и он је вицешампион у Формули 2 за 2019. годину.

## Приватни живот
Латифи је син Мајкла Латифија, иранијско-канадског бизнисмена који је власник Софина хране, а такође поседује компанију Нидала са Британских девичанских острва. Мајкл Латифи је преко Нидале инвестирао 200 милиона фунти (око 270 милиона долара) у Макларен групацију.

## Каријера

### Картинг
Латифи је започео своју картинг каријеру 2009, релативно касно са 13 година. У 2010 тој години, завршио је као вицешампион у Ротакс Јуниорској класи канадског националног картинг шампионата. Латифи је наставио да се такмичи у канадској и америчкој картинг серији до 2012, када је победио на Флорида зимска тура шампионату у Ротакс ДД2 класи. Касније се појавио у Шифтер РОК класи Флорида зимског тура 2015, такмичећи се против бивших возача Формуле 1 Рубенса Барикела и Нелсона Пикеа Јуниора.

### Формула 3
Латифијев деби за једноседе дошао је 2012. године у Италијанском Формула 3 шампионату са БВМ. Завршио је сезону на 7. месту, постигнувши једну победу на Валенуга стази и још три подијума. На почетку следеће године, Латифи се тркао у 2013 Тојота тркачкој серији, и завршио је на 9. месту у шампионату са најбољим резултатом у Тимару када је био на 6. месту. Потом је Латифи учествовао у целој сезони ФИА Формула 3 европског шампионата, возећи за Карлин. Завршио је сезону на 15-тој позицији, а његови најбољи резултати су били два 5-та места на Силверстону и на Ред Бул рингу. Током кампање у Формули 3, Латифи се такође тркао у Британској Формула 3 интернационалној серији, где је био 5-ти и освојио је две пол позиције заједно са подијумима на Брандс Хечу. Додатно, он се такмичио у 2013 Мастерс Формула 3 трци у Зандворту, квалификујући се на осмом и завршивши трку на седмом месту.
Латифи је наставио да се трка у европској Формули 3 у 2014, прешавши у Прему Повертим уз будућег конкурента у Формули 1 Естебана Окона. Латифи је завршио као 10. у шампионату пропустивши последњу трку да би се такмичио у Формули Рено 3.5, са његовим најбољим пласманом на Силверстону где је био други. У новембру 2014 имао је своје једино појављивање на Великој награди Макауа, квалификујући се девети, а завршио је квалификациону трку на седмој позицији и остварио је пету позицију на главној трци.

### Формула Рено 3.5
Латифи се такмичио у последње три трке 2014 Формула Рено 3.5 серије возећи за Тех 1 Рејсиинг, заузевши друго место у последњој трци у Јерезу. После тога је отишао у Арден Моторспорт и такмичио се у целој сезони 2015. Завршио је сезону на 11. позицији, узевши један најбржи круг. Његови најбољи резултати су били два 4. места на Спа Франкошампу и на Ред Бул рингу.

### Трке спортских аутомобила
Возио је 2014. у Порше Карера купу возећи за Редлајн Рејсинг у Рокингему. Није завршио прву трку, али је био четврти у другој. Имао је дужу сезону у 2015-тој, такмичећи се у 4 од 8 рунди и постигао је друго место у првој трци на Алтон парку.

### ГП2 серија
Латифи је свој деби у ГП2 серији имао 2014. на Јас Марина стази где је заменио Данијела Абта у Хилмер Моторспорту. Завршио је трке на 22. и 17. месту. Латифи је 2016. године обезбедио место за целу сезону у ДАМС-у уз колегу Алекса Лина. Латифијев најбољи резултат сезоне је био на првој трци у Барселони, где је био други. Потом је завршио спринт трку на седмом месту. Иако је имао добар старт, освојио је још само 2 поена до краја сезоне, десето место на Ред Бул рингу и девето место на Јас Марина стази. Латифи је завршио сезону на 16-том месту са 23 поена, десет места и 101 поен иза свог колеге Лина.

### Формула 2 шампионат
ГП2 серија је променила име у Формула 2 шампионат за 2017.годину, и Латифи је одржао своје место у ДАМС-у, где му је тимски колега сада био Оливер Роланд. 2017.година се показала  као много успешнија година за Латифија. Узео је свој први ГП2/Ф2 подијум на спринт трци у Барселони, завршивши трку на трећем месту и такође је остварио најбржи круг. Још 2 друга места је остварио у Бакуу, пре него што је освојио друго место на Ред Бул рингу. Победио је на спринт трци у Силверстону, и то је била његова прва победа у било ком такмичењу још од 2012. године. Друго и треће место по том реду је још Латифи остварио на Хунгарорингу и Монци, и у обе трке је направио најбржи круг. Завршио је као други на спринт трци у Јерезу, пре него што је завршио сезону са трећим местом и најбржим кругом у последњој рунди на Јас Марина стази. Сезону је завршио на 5. месту са 178 поена, два места и 13 поена иза тимског колеге Роланда. 
Наставио је да вози за ДАМС и у 2018, у сезони која му је била мање усепшна од претходне, где му је сада тимски колега био будући конкурент у Формули 1 Александар Албон. Латифи је освојио први подијум у Бакуу са трећим местом у спринт трци. Постигао је другу победу у својој каријери у Формули 2 на Спа Франкошампу, победивиши у трци са обрнуте пол позиције. Освојио је друго место у Сочију. Завршио је сезону на 9. месту и 91 поеном, 6 места и 121 поен иза колеге Албона. 
Латифи је остао у ДАМС-у у четвртој сезони за редом и у 2019.години, уз Серђија Сете Камару. Имао је одличан почетак сезоне остваривши 3 победе у првих 5 трка, победивши у Барселони, Бахреину и Бакуу. После 3. рунде Латифи је водио у шампионату, 30 поена испред трећепласираног Ника де Вриса. Међутим, лош резултат у две трке у Монаку, где је Латифи завршио на 12. и 10. позицији, помогле су да де Врис смањи заостатак на само један поен. Латифи није завршио на подијуму до 7. рунде у Силверстону, где је прву трку завршио као други. У овом тренутку, де Врис је повећао вођство на 27 поена. Латифи је своју последњу победу у сезони остварио на првој трци следеће рунде на Хунгарорингу, а потом није успео да освоји бодове у Монци, и освојио је 2 друга места на Сочију и Јас Марини. Завршио је сезону као вицешампион иза де Вриса, 2 места и 10 поена испред тимског колеге Сете Камаре, остваривши 4 победе, још 4 подијума и 4 најбржа круга. 

### Формула 1
Латифи је потписао уговор као тест возач у 2016. години за Рено. Возио је болид Формуле 1 први пут на тестирању у мају исте године, одвезавши 140 кругова на Силверстону у Лотусу Е20 који је имао мотор Реноа. Његов први тест са болидом који је био активан у тој сезони уследио је годину дана касније на тесту после трке на стази Барселона-Каталуња, возећи Рено Р.С.17 и одвезавши 141 круг. Тестирао је још једном за тим на Хунгарорингу.
Латифи је проглашен за тест и резервног возача Форс Индије за 2018.годину. Остварио је свој деби на једном гран-при викенду за тим током првог тренинга (ФП1) његове домаће трке у Канади, пре него што се појавио још 4 пута на првом тренингу током сезоне.
За 2019. годину Латифи се придружио Вилијамсу као тест и резервни возач. Учествовао је у 6 тренинга у тој години.

### Вилијамс (2020-)
2020
Латифи се придружио Вилијамсу као главни возач за сезону 2020, заменивши Роберта Кубицу, и упарио се са бившим противником у Формули 2, Џорџом Раселом. Латифи се тркао под америчком дозволом у 2020. након што су националне канадске спортске власти дале оставку у свом мандату од стране ФИА мото куће. Међутим, Латифи је и даље званично признат као канађанин током тркачких викенда. Латифијев број је 6, изабран као референца за надимак његовог родног града Торонта.
Латифи је требао да оствари свој деби на Великој награди Аустралије. Био је пријављен за трку, али трка је касније била отказана због Ковид-19 пандемије. Његов деби је ипак наследио на Великој награди Аустрије где се квалификовао последњи на 20. месту, али је трку завршио на 11. позицији након што других 9 болида није успело да заврши трку. Квалификовао се на 15. позицији на Великој награди Мађарске, први и једини пут где је успео да стигне до другог дела квалификација у целој сезони. У трци, пуштен је у путању Карлоса Саинза, после свог пит стопа где је добио бушну гуму, и на крају је завршио трку 5 кругова иза водећих. 
На Великој награди Италије, Латифи је искористио предност возила безбедности да започне трку на 9. позицији када се трка рестартовала после црвене заставе. Завршио је на 11. позицији, испред 5 других возача. Прва трка коју није завршио је била на Великој награди Тоскане, где је био елиминисан у инциденту више болида после рестарта трке. Још једном је завршио на 11. позицији на Великој награди Емилија Ромање, завршивши трку мање од секунде иза Антонија Ђовинација. Два пута није завршио трку у последње 4 трке сезоне, прва у судару са Роменом Грожаном на Великој награди Турске и друга после цурења уља на Великој награди Сакира. Латифи је завршио своју деби сезону на 21. месту у шампионату, где ни он ни цео тим Вилијамса нису успели да освоје поене. 
2021
Вилијамс је задржао Латифија уз Џорџа Расела за сезону 2021. Латифи није завршио прву трку сезоне на Великој награди Бахреина због проблема са турбо пуњачем. На следећој трци, Великој награди Емилио Ромање, остварио је своју најбољу позицију у квалификацијама завршивши на 14. месту. Није завршио трку после судара са Никитом Мазепином. Освојио је своје прве Ф1 бодове на овогодишњој трци у Мађарској, достигавши чак треће место пре него што је завршио на 8. месту, одмах испред колеге Расела. Латифи је померен на 7. место након што је Себастијан Фетел дисквалификован због проблема са горивом. На Великој награди Русије 2021, Латифи се повукао у 47. кругу због оштећења у несрећи.
2022
Латифи би требало да остане у Вилијамсу за сезону 2022, заједно са новим колегом, бившим возачем Ред була, Алексом Албоном.

## Листа трка

### Картинг каријера
| Сезона | Серија                                               | Тим                     | Позиција |
| ------ | ---------------------------------------------------- | ----------------------- | -------- |
| 2009   | Асоцијација возача картинга Торонта - Ротакс Јуниори |                         | 11.      |
| 2009   | Национални шампионат Канаде - Ротакс Јуниори         |                         | 11.      |
| 2010   | Национални шампионат Канаде - Ротакс Јуниори         |                         | 2.       |
| 2010   | Асоцијација возача картинга Торонта - Ротакс Јуниори |                         | 4.       |
| 2010   | Ротакс Макс изазов Велико финале - Јуниори           |                         | 13.      |
| 2011   | Национални шампионат Канаде - Ротакс ДД2             |                         | 23.      |
| 2011   | Ротакс Макс изазов Велико финале - ДД2               |                         | 7.       |
| 2011   | Зимски тур Флорида - Ротакс ДД2                      |                         | 8.       |
| 2012   | Куп Квебека - Ротакс ДД2                             |                         | 5.       |
| 2012   | Национални шампионат Канаде - Ротакс ДД2             |                         | ДНФ      |
| 2012   | Ротакс Макс изазов Велико финале - ДД2               | СРА картинг интернашнал | 13.      |
| 2012   | Зимски тур Флорида - Опен шифтер                     |                         | 4.       |
| 2012   | Зимски тур Флорида - Ротакс ДД2                      |                         | 1.       |

### Каријера у тркама
| Сезона | Серија                               | Тим                     | Трке | Победе | Пол поз. | Најбржи круг | Подијуми | Поени | Позиција |
| ------ | ------------------------------------ | ----------------------- | ---- | ------ | -------- | ------------ | -------- | ----- | -------- |
| 2012   | Италијански Формула 3 шампионат      | БВМ                     | 24   | 1      | 0        | 0            | 4        | 117   | 7.       |
| 2012   | Континентал Тајр Спортски аутомобили | Рехаген рејсинг         | 1    | 0      | 0        | 0            | 0        | 2     | 84.      |
| 2013   | ФИА Формула 3                        | Карлин                  | 30   | 0      | 0        | 0            | 0        | 45    | 15.      |
| 2013   | Британска Формула 3                  | Карлин                  | 11   | 0      | 2        | 1            | 1        | 97    | 5.       |
| 2013   | Мастерс Формула 3                    | Карлин                  | 1    | 0      | 0        | 0            | 0        | 0     | 7.       |
| 2013   | Тојота рејсинг                       | Жилес Моторспорт        | 15   | 0      | 0        | 0            | 0        | 503   | 9.       |
| 2014   | ФИА Формула 3                        | Према Повертим          | 30   | 0      | 0        | 0            | 1        | 128   | 10.      |
| 2014   | Флорида зимска серија                | Ферари академија возача | 12   | 4      | 0        | 2            | 7        | /     | /        |
| 2014   | Порше Карера куп ГБ                  | Редлајн рејсинг         | 2    | 0      | 0        | 0            | 0        | 14    | 23.      |
| 2014   | Формула Рено 3.5                     | Тех 1 рејсинг           | 6    | 0      | 0        | 0            | 1        | 20    | 20.      |
| 2014   | ГП2                                  | Хилмер Моторспорт       | 2    | 0      | 0        | 0            | 0        | 0     | 32.      |
| 2014   | Велика награда Макауа                | Према Повертим          | 1    | 0      | 0        | 0            | 0        | /     | 5.       |
| 2015   | Формула Рено 3.5                     | Арден Моторспорт        | 17   | 0      | 0        | 1            | 0        | 55    | 11.      |
| 2015   | Порше Карера куп ГБ                  | Самсунг СУХД ТВ рејсинг | 8    | 0      | 0        | 0            | 1        | 72    | 11.      |
| 2015   | ГП2                                  | МП Моторспорт           | 8    | 0      | 0        | 0            | 0        | 0     | 27.      |
| 2016   | ГП2                                  | ДАМС                    | 22   | 0      | 0        | 0            | 1        | 23    | 16.      |
| 2017   | ФИА Формула 2                        | ДАМС                    | 21   | 1      | 0        | 2            | 9        | 178   | 5.       |
| 2018   | ФИА Формула 2                        | ДАМС                    | 24   | 1      | 0        | 3            | 3        | 91    | 9.       |
| 2019   | ФИА Формула 2                        | ДАМС                    | 22   | 4      | 0        | 3            | 8        | 214   | 2.       |
| 2020   | Формула 1                            | Вилијамс                | 17   | 0      | 0        | 0            | 0        | 0     | 21.      |
| 2021   | Формула 1                            | Вилијамс                | 22   | 0      | 0        | 0            | 0        | 7     | 17.      |
| 2022   | Формула 1                            | Вилијамс                | 17   | 0      | 0        | 0            | 0        | 0*    | 21.*     |

* - Сезона у току.